# 홀리데이 인 광주호텔
홀리데이 인 광주(Holiday Inn Gwangju)는 한국관광호텔업협회와 한국관광협회중앙회로부터 인증받은 대한민국의 특1등급 호텔이다. 호텔매니지먼트 그룹인 인터콘티넨탈호텔그룹(Intercontinental Hotel Group) 산하 호텔로 객실 203개, 수영장·스파·레스토랑 등을 갖추고 있다. 광주광역시 서구 상무누리로 55에 위치하고 있다.